# 笠松広司
笠松 広司（かさまつ こうじ）は、日本の音響演出・サウンドデザイナー。有限会社デジタルサーカス代表。主にテレビ番組やアニメーション作品などの音響効果の仕事を手がける。

## 経歴
高校時代に東京音研映像でアルバイトを経験し、その後OCBプロへ入社。アシスタントとして『夜のヒットスタジオ』、『オレたちひょうきん族』、『夢で逢えたら』などの番組に参加。志田博英の下で経験を積む。

## 参加作品

### テレビアニメ
2000年
- OH!スーパーミルクチャン（サウンドデザイン）

2003年
- キノの旅（サウンドデザイン）

2004年
- 巌窟王（音楽）

### 劇場アニメ
1997年
- 音響生命体ノイズマン（サウンドデザイン、山田稔と共同)

1998年
- スプリガン（音響効果)

2002年
- ∀ガンダム I 地球光（音響効果、松長芳樹と共同)
- ∀ガンダム II 月光蝶（音響効果、松長芳樹と共同)

2004年
- マインド・ゲーム（サウンドエフェクト）

2006年
- ゲド戦記（効果）

2008年
- 崖の上のポニョ（音響効果）

2010年
- 借りぐらしのアリエッティ（音響演出・整音）

2011年
- コクリコ坂から（音響監督・整音）

2012年
- ベルセルク 黄金時代篇I 覇王の卵（音響デザイン）
- ベルセルク 黄金時代篇II ドルドレイ攻略（音響デザイン）
- ベルセルク 黄金時代篇III 降臨（音響デザイン）

2013年
- 風立ちぬ（音響演出・整音）
- かぐや姫の物語（整音）

2014年
- 思い出のマーニー（音響演出・整音）

2015年
- ハーモニー（音響デザイン）
- メアリと魔女の花（音響演出・整音）
- 海獣の子供（音響監督・サウンドエフェクト）
- きみと、波にのれたら（音響演出・整音）

2019年
- えんとつ町のプペル（音響監督・サウンドデザイン）

2021年
- 漁港の肉子ちゃん（音響監督・サウンドデザイン）
- 機動戦士ガンダム 閃光のハサウェイ（音響演出）

2022年
- THE FIRST SLAM DUNK（音響演出・整音）

2023年
-  君たちはどう生きるか （音響演出・整音）
- 火の鳥 エデンの花（音響監督）
- 屋根裏のラジャー（音響演出）

### OVA
2010年
- ボトムズファインダー（サウンドデザイン）

### テレビ番組

#### バラエティ
- ウッチャンナンチャンのやるならやらねば!（フジテレビ）
- 新しい波（フジテレビ）
- とぶくすり（フジテレビ）
- 殿様のフェロモン（フジテレビ）
- ゲッパチ!UNアワー ありがとやんした!?（フジテレビ）
- 今田耕司のシブヤ系うらりんご（フジテレビ）
- めちゃ2モテたいッ!（フジテレビ）
- めちゃ2イケてるッ!（フジテレビ）
- ぷらちなロンドンブーツ（テレビ朝日）
- 松岡修造の情熱チャージ 熱血!ホンキ応援団（テレビ朝日）
- 出川と爆問田中と岡村のスモール3（フジテレビ）